# La Congolaise
La Congolaise, restaurée 23 ans après son abolition par la Conférence Nationale Souveraine sous l'impulsion de Mbiki De Nanitélamio, est l'hymne national de la république du Congo. Les paroles sont de Georges Kibanghi et Jacques Tondra et la musique de Jean Royer et Joseph Spadilière,,,. Le début de l'hymne présente une similitude avec l'air de La Marseillaise, l'hymne français.

## Paroles
| Paroles officielles en français | Paroles en kikongo |
| --- | --- |
| En ce jour, le soleil se lève Et notre Congo resplendit Une longue nuit s'achève Un grand bonheur a surgi Chantons tous avec ivresse Le chant de la liberté. Refrain : Congolais debout fièrement partout Proclamons l'union de notre nation Oublions ce qui nous divise Soyons plus unis que jamais. \|: Vivons pour notre devise: Unité, Travail, Progrès. :\| Des forêts jusqu'à la savane Des savanes jusqu'à la mer Un seul peuple une seule âme Un seul cœur ardent et fier Luttons tous tant que nous sommes Pour notre vieux pays noir. Refrain Et s'il nous faut mourir en somme Qu'importe puisque nos enfants Partout pourront dire oh comme On triomphe en combattant Et dans le moindre village Chantons sous nos trois couleurs. Refrain | Lêlo kukiele, ntângu yitûkidi Nsi'eto Kôngo yitemokene. Tômbe kia mpimpa kisukidi, Kyêse kiakinene beni. Tuyimbila ye pasa N'kûng'a kimpwanza. Mvutu: Besi Kôngo, konso ntangu tubunda ntulu, Tuyalangasa bumosi ye kintwâdi kia nsi'eto, Mana ma kutumwangasanga tuvilakana mo, Tukala bonso mika mya mbwa, \|:Tusadila lutumu lua nsi'eto: Bumosi, Kisalu, Ntomosono. :\| Tûka ku mfînda tê ye kuna m'futa, Tûka ku m'futa te ye kuna m'bu, N'kâng'umosi, môy'omosi, Na ngwi muna n'tim'amosi, Tunwâna mvita bûtuna mu luzingu, Mu kuma kya nsi'eto ya ndômbe. Mvutu Vo mpe fwa tufweti fwa Wonga mpia, kadi bâna beto, Sibata kuakulu nsângu Muna mvita kaka banunginanga Ye kuna kônso kônso belo Si bayimbila ku nsi'a bendela dya nitu tatu. Mvutu |